# Franz Ulrich von Trotha
Franz Ulrich von Trotha (* 10. November 1806 in Gänsefurth, Herzogtum Anhalt; † 11. Juni 1860 in Potsdam) war ein deutscher Offizier, Gutsbesitzer und Parlamentarier.

## Leben
Franz Ulrich von Trotha wurde als Sohn des Gutsherrn Friedrich Lebrecht von Trotha geboren. Er studierte an der Friedrichs-Universität Halle und der Rheinischen Friedrich-Wilhelms-Universität. Er wurde 1826 im Corps Saxonia Halle und 1827 im Corps Borussia Bonn recipiert. Nach dem Studium wurde er königlich preußischer Regierungs-Assessor, schied jedoch frühzeitig aus dem Dienst aus, um sein Gut Thurmhof bei Hecklingen zu bewirtschaften. 1851 wurde er Besitzer der Güter Rybinietz und Wysmislow im Kreis Kulm. Er war herzoglicher anhaltischer Kammerherr und Mitglied des Preußischen Abgeordnetenhauses. Seit 1828 war er Ehrenmitglied des Corps Borussia Bonn. 

## Tod
Sekonde-Leutnant a. D. Franz Ulrich von Trotha verstarb 1860 mit 53 Jahren.

## Familie
Von Trotha war seit 28. März 1838 mit Agathe Dorothea Wilhelmine Rosamunde, née Freiin von Maltzahn  (1810–1845), verheiratet. Das Paar hatte drei Kinder, Erstgeborener war der spätere Generalmajor und Kommandant von Glogau Otto Helmut Lebrecht von Trotha (1839–1916). Am 23. März 1847 in Groß-Borcken heiratete der Witwer Zelina Wilhelmine Renate Mathilde Tugendreich von Berg (1829–1915), mit welcher er weitere sechs Kinder bekam.